# Тутакаев, Александр Гасанович
Александр Гасанович Тутакаев (род. 10 сентября 1943, Тбилиси) — советский пловец, чемпион СССР (1966), призёр чемпионата Европы (1966), участник Олимпийских игр (1964). Мастер спорта СССР международного класса (1966).

## Биография
Александр Тутакаев родился 10 сентября 1943 года в Тбилиси. Начал заниматься плаванием в возрасте 15 лет под руководством Александра Сафронова, который работал с ним на протяжении всей его спортивной карьеры.
В середине 1960-х годов был одним из ведущих советских пловцов-брассистов. В 1964 году участвовал в Олимпийских играх в Токио, где выступал на дистанции 200 метров брассом и в комбинированной эстафете 4×100 метров, заняв в обеих дисциплинах 4 место. В 1966 году стал чемпионом СССР в плавании на 200 метров брассом и выиграл серебряную медаль чемпионата Европы в Утрехте на той же дистанции.
В 1969 году завершил свою спортивную карьеру. В дальнейшем занимался общей физической подготовкой курсантов военных училищ и личного состава войск ЗакВО. В 1988–1990 годах был государственным тренером Грузинской ССР по плаванию. С 1992 по 1998 год занимался тренерской деятельностью в Сирии. В 1998 году переехал в российский город Ржев, где с 2012 года работает детским тренером в физкультурно-оздоровительном комплексе «Дельфин».